# Gerstner (Familienname)
Gerstner ist ein deutscher Familienname.

## Varianten
- Gerst, Gerster

## Namensträger
- Angelika Bunse-Gerstner (* 1951), deutsche Mathematikerin und Hochschullehrerin
- Arthur Gerstner (1920–vor 1979), Schweizer Anglist
- Bernd Gerstner (* 1944), deutscher Fußballspieler
- Brigitte Gerstner-Heck (* 1948), deutsche Juristin und Richterin
- Emil Gerstner (1887–1944), deutscher Wirtschaftswissenschaftler
- Emily Gerstner-Hirzel (1923–2003), Schweizer Philologin und Volkskundlerin
- Ferdinand Gerstner (1910–1979), österreichischer Diplomingenieur für Maschinenbau und Verfahrenstechnik
- Franz Gerstner (Politiker) (1816–1855), deutscher Jurist und Politiker
- Franz Gerstner (Techniker) (1857–1937), österreichischer Eisenbahntechniker
- Franz Gerstner (Politiker, 1925) (1925–2013), deutscher Jurist, Geschäftsführer und Politiker
- Franz Anton von Gerstner (1796–1840), böhmischer Ingenieur und Eisenbahnpionier
- Franz Josef von Gerstner (1756–1832), böhmischer Mathematiker und Physiker
- Günther Gerstner (* 1955), deutscher Theaterregisseur
- Hermann Gerstner (1903–1993), deutscher Schriftsteller und Bibliothekar
- John H. Gerstner (1914–1996), US-amerikanischer presbyterianischer Theologe und Hochschullehrer für Kirchengeschichte
- Joseph Gerstner (1780–1854), deutscher Jurist, bayerischer Richter
- Joseph Gerstner von Gerstenkorn (1791–1869), k. k. Feldmarschallleutnant und zuletzt Kommandant der Landesgendarmerie
- Karl Gerstner (1930–2017), Schweizer Grafiker
- Karl-Heinz Gerstner (1912–2005), deutscher Journalist
- Louis Gerstner, Jr. (* 1942), US-amerikanischer Manager
- Ludwig Joseph Gerstner (1830–1883), deutscher Politiker, Jurist und Professor für Staatswirtschaft
- Maximilian von Gerstner (1849–1915), deutscher General der Artillerie, Gouverneur der Festung Ingolstadt
- Michael Gerstner (1896–1977), deutscher Politiker (NSDAP)
- Muriel Gerstner (* 1962), Schweizer Bühnenbildnerin
- Otto Gerstner (1935–2014), deutscher Mathematiker und Hochschullehrer
- Paul Gerstner (1880–1945), deutscher Wirtschaftswissenschaftler
- Peter Gerstner (* 1959), österreichischer Politiker (FPÖ)
- Philipp Gerstner (* 1989), deutscher Schauspieler
- Roland Gerstner (1931–2025), deutscher Politiker (CDU)
- Sarah-Rebecca Gerstner (* 1979), deutsche Schauspielerin
- Sascha Gerstner (* 1977), deutscher Musiker
- Sibylle Boden-Gerstner (1920–2016), deutsche Kostümbildnerin, Malerin und Modejournalistin
- Sonja Gerstner (1952–1971), deutsche Malerin und Schriftstellerin
- Stefan Gerstner (1885–1971), deutscher Maler
- Thomas Gerstner (* 1966), deutscher Fußballspieler und -trainer
- Ulrich Gerstner (* 1954), deutscher Politiker (SPD)
- Wolfgang Gerstner (* 1955), deutscher Politiker (CDU)
- Wolfgang Gerstner (Schachspieler) (* 1967), deutscher Schachmeister und Schachautor, Sohn von Roland Gerstner
- Wulfram Gerstner (* 1963), Neurowissenschaftler